# Hycleus ocellaris
Hycleus ocellaris is een keversoort uit de familie van oliekevers (Meloidae). De wetenschappelijke naam van de soort is voor het eerst geldig gepubliceerd in 1795 door A. G. Olivier.